# Vīrseq
Vīrseq (persiska: ويرسق, ويرسه, Vīrtheq, Vīrseh) är en ort i Iran.   Den ligger i provinsen Ardabil, i den nordvästra delen av landet, 400 km nordväst om huvudstaden Teheran. Vīrseq ligger 1 738 meter över havet och antalet invånare är 991.
Terrängen runt Vīrseq är kuperad åt sydväst, men åt nordost är den platt. Runt Vīrseq är det ganska tätbefolkat, med 139 invånare per kvadratkilometer. Närmaste större samhälle är Nīr, 3,8 km sydost om Vīrseq. Trakten runt Vīrseq består i huvudsak av gräsmarker.